# Hans Moehrlen
Hans Moehrlen (Hans M. Sutermeister; Schlossrued, 29 de setembre de 1907 - Basilea, 4 de maig de 1977) fou un metge, polític suís anticonformista i escriptor en llengua alemanya. És conegut pel seu conte de Zwischen zwei Welten.
Moehrlen ha publicat més de 150 articles i llibres en diverses àrees (Medicina, Història, Educació, Dret). És conegut com a defensor dels drets de víctimes de detencions arbitràries, tema sobre el qual ha publicat en 1976 Summa Iniuria, una compilació de centenes d'errors judicials.

## Biografia

### Joventut, estudis
Sutermeister va ser net de l'escriptor Otto *Sutermeister i germà del compositor Heinrich Sutermeister. Va començar a estudiar teologia a Alemanya, però no va acabar. Sota assessoria del seu oncle Hans Hunziker va estudiar Medicina a la Universitat de Basilea, on va rebre en 1941 el grau de doctor amb una tesi sobre la “llei suïssa contra la tuberculosi”. Amb el pseudònim de Hans Möhrlen va publicar la novel·la autobiogràfica Entre dos mons en 1942 (prohibida a Alemanya Nazi) i dos *vals breus (un per a violí i piano, un altre per a piano només) en 1949.
Durant la Segona Guerra Mundial va treballar per a l'Administració de Socors i Rehabilitació de les Nacions Unides (UNRRA) i per a l'Organització Internacional per als Refugiats i com a metge a les fronteres suïsses (Grenzarzt). Després va obrir el seu consultori de medicina familiar a la ciutat de Berna, va publicar diversos articles per a revistes sobre medicina i psicologia, i va ser docent de psicofisiología a l'Escola Popular Superior (Volkshochschule) de Berna.
A fi de rebre la vènia docendi en història de la medicina i en psicologia mèdica (psicosomática), Sutermeister va dipositar, en el començament dels anys 1950, subsegüentment tres publicacions en la Facultat de Medicina de la Universitat de Berna:
- Sobre els canvis en la percepció de les malalties (1947)
- Psicosomática del riure i del plor (1952); i
- Schiller com a mèdic: una contribució per a la història de la investigació psicossomática (1955);

però la seva habilitació va ser reprovada pel professor Erich Hintzsche malgrat diverses bones crítiques de personalitats com Henry E. Sigerist, Jakob Klaesi, Marcel Florkin i Rudolph Seiden.

### Política i activisme contra errors judicials
Discutint amb Roger Le Breton sobre el cas Jaccoud, novembre de 1960.
De 1968 fins a 1971 va ser elegit membre del poder executiu del municipi de Berna, capital de la Suïssa, i director de les escoles (Schuldirektor) d'aquella ciutat, època en la qual va promoure l'ensenyament unificat (Gesamtschule, basat en teories de Horst Mastmann, Werner Correll i Heinz-Rolf Lückert) i va fer una campanya contra la importació del polèmic llibre vermell del col·le a Suïssa.
Durant els anys 1960 va ser membre del ombudsman de la cooperativa Migros (Büro gegen Amts- und Verbandswillkür), i en aquest context va ser conegut pel seu activisme a favor de víctimes d'errors judicials, particularment Pierre Jaccoud (la seva contribució per a l'avanç en aquest cas és ambigu). Va publicar els seus resultats en 1976 en la seva obra Summa iniuria: Ein Pitaval der Justizirrtümer, el més voluminós i un dels més importants treballs sobre errors judicials en la llengua alemanya.

## Obres
- Das schweizerische Tuberkulosegesetz. Geschichte, Inhalt, Ausführung und Erfolg bis zur Gegenwart. (1941)
- Zwischen zwei Welten. Novelle. (1942) ISBN 978-3226000306
- Nomen atque omen. Die Fortschritte der psychologischen Forschung und ihre weltanschauliche Tragweite (mit besonderer Berücksichtigung des Neuroseproblems). (1942)
- Verstehende oder erklärende Psychologie? (1942)
- Alte und neue Logik. Neuere Ergebnisse der psychologischen Forschung und ihre Tragweite (mit besonderer Berücksichtigung des Neuroseproblems). (1942)
- Psychologie und Weltanschauung: Wirklichkeitsfragen und ihre Beantwortung nach dem heutigen Stande der Wissenschaft in allgemeinverständlicher Darstellung. (1944)
- Von Tanz, Musik und anderen schönen Dingen: Psychologische Plaudereien. (1944)
- Neue Gesichtspunkte der medizinischen Psychologie. (1944)
- Neue Gesichtspunkte in der Psychologie. (1944)
- ‘Wünsche an die Welt von morgen': Gedanken zu einer Umfrage . (1945/46)
- Zum gegenwärtigen Stand der Kropfforschung. (1945) PMID: 21021268
- (Étienne Grandjean:) Föhn und Föhnkrankheit. (1945)
- Krankheit, Wetter und Klima. (1945)
- Zur Kontroverse ‘Abstrakt-Konkret’. (1945)
- Der Neopositivismus als kommende ‘Einheitsweltanschauung’? (1945)
- Zur Geschichte des Psychogeniebegriffs. (1945)
- Zum heutigen Stand des Erkältungsproblems. (1945) PMID: 21021575
- Die Dermatologie in der Allgemeinpraxis. (1946)
- Über die Wandlungen in der Auffassung des Krankheitsgeschehens. (1947)
- Erfahrungen aus der Lagermedizin. (1948) PMID: 18862801
- Über Speranskys ‘Neuralpathologie’ und ‘Neuraltherapie’. (1948) PMID: 18883564
- Zum Thema Mode und Medizin. (1948) PMID: 18100731
- Über Speranskys Krankheitslehre. Speranskys Neuralpathologie und Neuraltherapie. (1948) PMID: 18886628
- Über Speranskys Krankheitslehre. (1949) PMID: 18129129
- Über Rhythmusforschung in der Medizin. (1949) PMID: 18140851
- Nachwort zum Aufsatz über Speranskys Krankheitslehre. (1949) PMID: 15410397
- Über Farben- und Musiktherapie. (1950) PMID: 15404703
- Neue Gesichtspunkte in Medizin und Psychohygiene. (1950) PMID: 15412891
- Film und Psychohygiene. (1950) PMID: 15435807
- Über psychosomatische Medizin. (1950) PMID: 14777055
- Über den heutigen Stand der Sexualforschung. (1950) PMID: 14780971
- Zur Psychologie des Kurpfuschers. In: Praxis: Schweizerische Rundschau für Medizin. Jahrgang 39, Nr. 52, 28. Dezember 1950, S.1115–1122, PMID: 14816246
- Medizin und Presse. (1950)
- Musiktherapie. (1951)
- Der heutige Stand der ‚psychosomatischen Medizin‘. (1951) PMID: 14891595
- Psychosomatik des Lachens und Weinens. In: Gesundheit und Wohlfahrt. (1952) PMID: 12989438
- Masse und Musik. (1952)
- Psychosomatik des Schmerzes (Der heutige Stand des Schmerzproblems). (1952) PMID: 13003877
- Schiller als Arzt, sein Beitrag zur psychosomatischen Medizin. (1953) PMID: 13100228
- (Werner Bärtschi-Rochaix:) Zur Pathopsychologie des Lachens. (1954) PMID: 14385748
- Über die Fortschritte der ‘psychosomatischen' Forschung. (1954) PMID: 13177317
- Zum heutigen Stand der Aphasienforschung. (1954) PMID: 13224618
- Schiller als Arzt: ein Beitrag zur Geschichte der psychosomatischen Forschung. (1955)
- Screen–hypnosis. (1955)
- G. Ch. Lichtenberg und die Medizin. (1955) PMID: 13265751.
- (Werner Bärtschi-Rochaix:) Zur Pathophysiologie des Lachens, zugleich ein Beitrag über licht-aktivierte Lachanfälle (1955) PMID: 14390935 doi:10.1159/000105337
- Über die Fortschritte der Sprachpsychologie und Sprachtherapie. (1955)
- Der heutige Stand der psychosomatischen Forschung.
- Film und Psychohygiene. (1955) PMID: 14384673
- Vom ärztlichen Ethos. (1955) PMID: 13254612
- Der Alltag des Arztes. (1956)
- Das Rätsel um Robert Schumanns Krankheit. Ein Beitrag zum Genieproblem. (1959) PMID: 13835817
- Kriminalpsychologie und Medizin. (1960) PMID: 13835816
- Das Föhnproblem im Rahmen der modernen Meteoropathologie. Ein Beitrag zur Psychosomatik der Wetterfühligkeit. (1960)
- Zur Psychologie des Justizirrtums. (1962)
- Medizin im Schatten der Schlagworte. (1963) PMID: 14096239
- Psychosomatik des Musikerlebens. Prolegomena zur Musiktherapie. (1964) PMID: 14155994 doi:10.1159/000285721.
- Der heutige Stand der psychosomatischen Medizin. (1964)
- Justizirrtum um einen Mord. Zur Revision des Jaccoudprozesses. (1966)
- Dringliche Revision des schweizerischen Familienrechts betreffend Schutz der unehelichen Mutter und des unehelichen Kindes sowie betreffend Adoption. PMID: 5633079
- Zum Tag der Menschenrechte. (1968)
- Möglichkeiten einer inneren und äusseren Schulreform im Sinne der Gesamtschule in der Stadt Bern. Prolegomena zu einer Projektstudie „Integrierte Gesamtschule Brünnen“ entsprechend der Motion Theiler. (1971)
- Dualismus: Psychoanalyse und Neuropsychiatrie. Der Versuch zu einer Synthese muß aus den Ansätzen kommen. (1973)
- Brauchen wir ein Bundeskriminalamt? (1973)
- Die ‚Fristenlösung' und der Hippokrateseid. (1974) PMID: 4438241
- Grundbegriffe der Psychologie von heute. (1976) ISBN 978-3226003130
- Summa Iniuria: Ein Pitaval der Justizirrtümer. (1976) ISBN 978-3226000962
- Schutz– und Erholungsregressionen. Psychotische Bildnerei als Wegweiser zu einer „Kunsttherapie“. (1977)